# Eppe-Sauvage
Eppe-Sauvage est une commune française située dans le département du Nord, en région Hauts-de-France.

## Géographie
Les communes limitrophes sont  Chimay, Clairfayts, Moustier-en-Fagne, Sivry-Rance, Trélon et Willies.

### Description
Eppe-Sauvage fait partie :

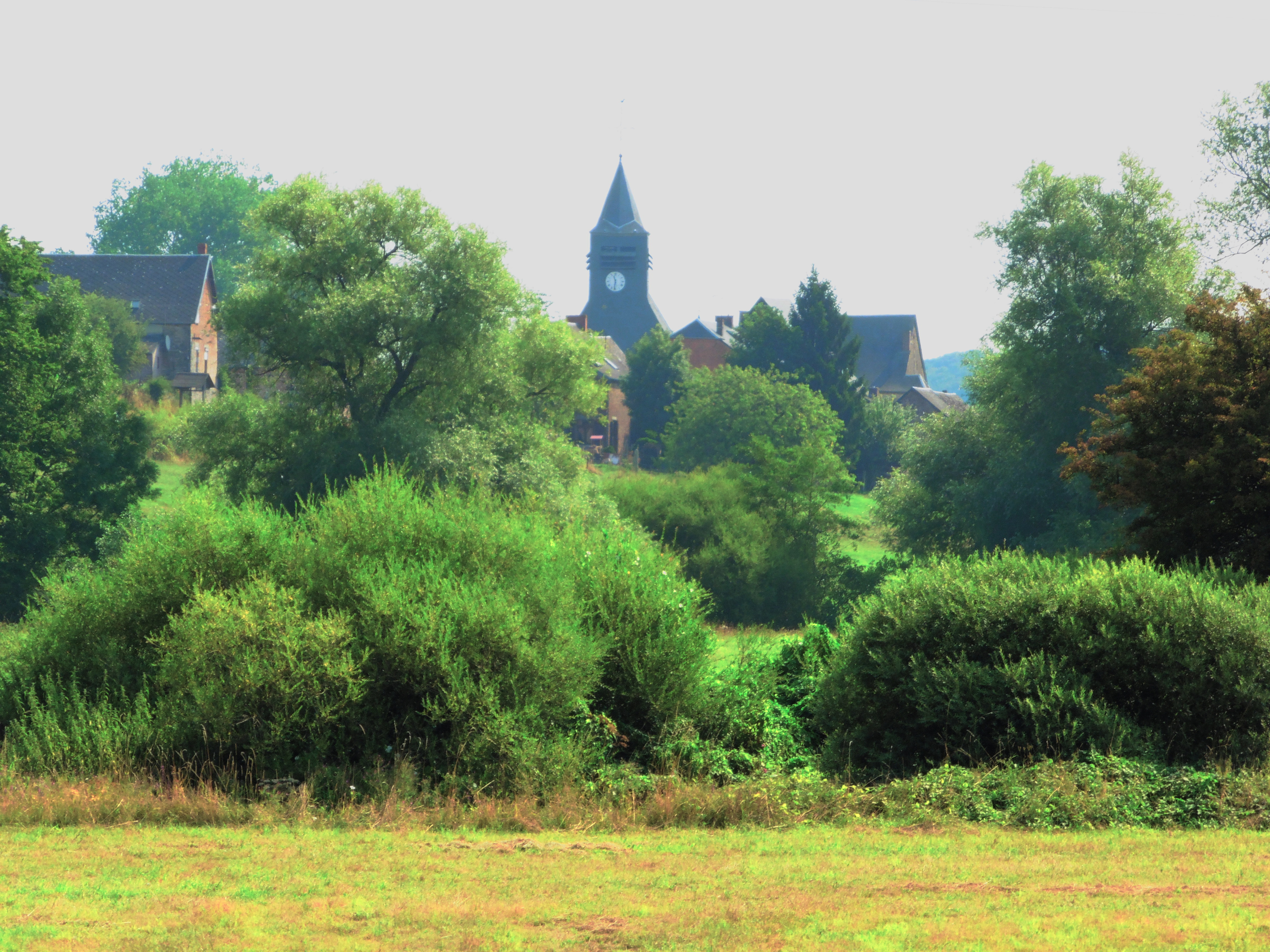
Le clocher de l'église Saint-Ursmar dans la campagne.

- administrativement de l'arrondissement d'Avesnes-sur-Helpe, situé dans le sud-est du département du Nord ;
- historiquement du Hainaut ;
- géologiquement des Ardennes ;
- paysagèrement de la « grande Thiérache » et de l'Avesnois.

La commune fait partie du parc naturel régional de l'Avesnois. Elle est frontalière de la Belgique.

### Communes limitrophes
La commune est  entourée des villages de Moustier-en-Fagne, Montbliart (Belgique), Sivry (Belgique), Willies, Clairfayts.
| Clairfayts | Sivry ( Belgique) | Montbliart ( Belgique) |
| Willies    | Eppe-Sauvage      | Chimay ( Belgique)     |
| Trélon     |                   | Moustier-en-Fagne      |

### Hydrographie

#### Réseau hydrographique
La commune est située dans le bassin Artois-Picardie. Elle est drainée par l'Helpe Majeure, le ruisseau d'Orbay, le ruisseau de Montbliard, le ruisseau Voyon, la rivière L'Helpe Majeure, le Couturelle, le Ri du cadet, le ruisseau de la Jonquette, le ruisseau de l'Ermitage, le ruisseau Des étangs, le ruisseau la Pissalade, le Sabot Rouge, l'Eppe-Sauvage et un autre petit cours d'eau,.
L'Helpe Majeure, d'une longueur de 69 km, prend sa source dans la commune de Ohain et se jette  dans la Sambre canalisée à Noyelles-sur-Sambre, après avoir traversé 18 communes. Les caractéristiques hydrologiques de l'Helpe Majeure sont données par la station hydrologique située sur la commune. Le débit moyen mensuel est de 2,35 m3/s. Le débit moyen journalier maximum est de 52,7 m3/s, atteint lors de la crue du 16 juillet 2021. Le débit instantané maximal est quant à lui de 61,6 m3/s, atteint le même jour.

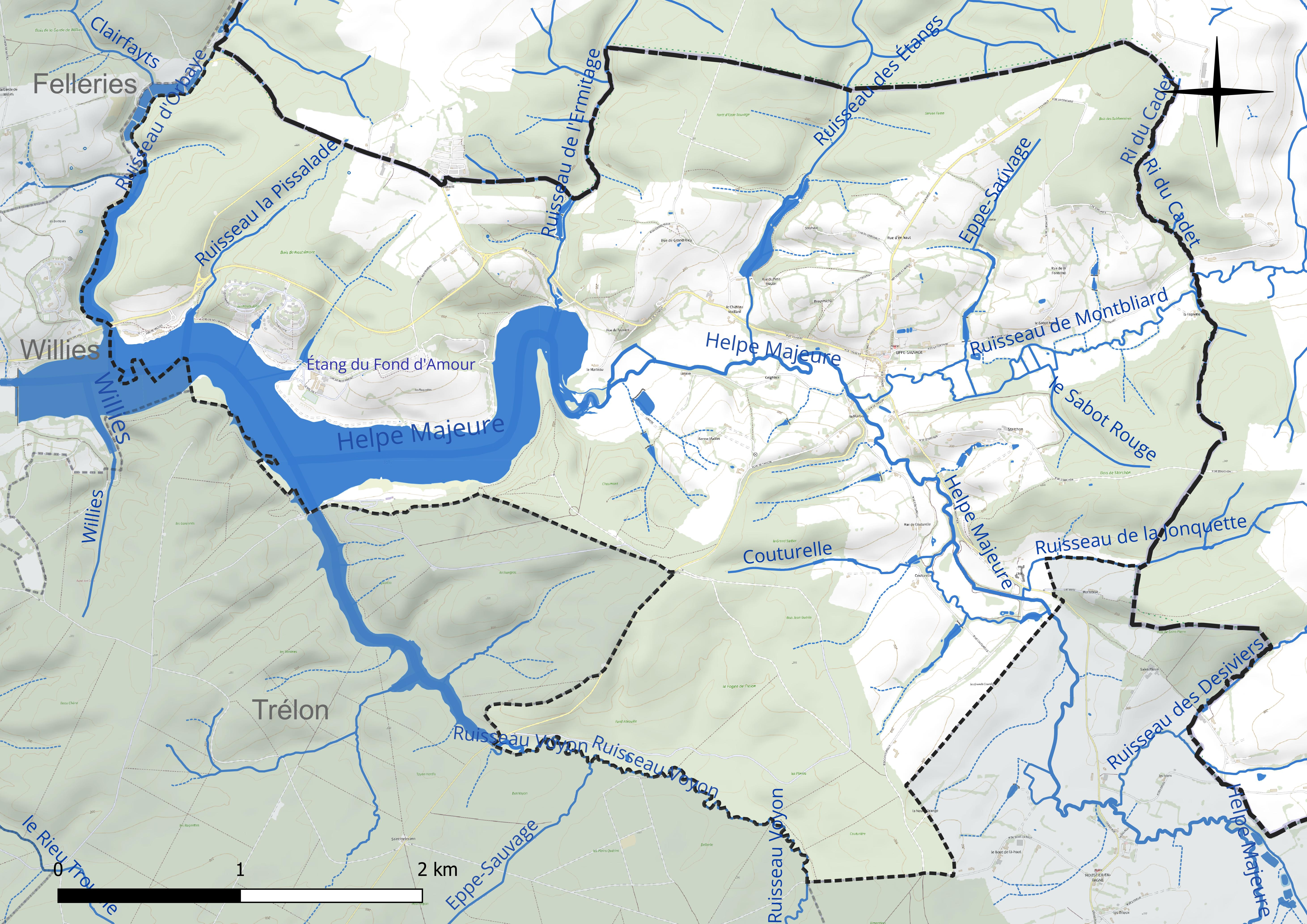
Réseau hydrographique d'Eppe-Sauvage.

Deux plans d'eau complètent le réseau hydrographique : le lac du Val Joly, d'une superficie totale de 149,8 ha (106 ha sur la commune) et l'étang du Fond d'Amour (0,4 ha),.

#### Gestion et qualité des eaux
Le territoire communal est couvert par le schéma d'aménagement et de gestion des eaux (SAGE) « Sambre ». Ce document de planification concerne un territoire de 1 253 km2 de superficie, délimité par le bassin versant de la Sambre. Le périmètre a été arrêté le 1er novembre 2003 et le SAGE proprement dit a été approuvé le 21 septembre 2012, puis modifié le 18 août 2022. La structure porteuse de l'élaboration et de la mise en œuvre est le syndicat mixte du Parc naturel régional de l'Avesnois. 
La qualité des cours d'eau peut être consultée sur un site dédié géré par les agences de l'eau et l'Agence française pour la biodiversité. 

### Climat
Pour des articles plus généraux, voir Climat des Hauts-de-France et Climat du Nord.
En 2010, le climat de la commune est de type climat des marges montargnardes, selon une étude du CNRS s'appuyant sur une série de données couvrant la période 1971-2000. En 2020, Météo-France publie une typologie des climats de la France métropolitaine dans laquelle la commune est exposée à un climat océanique altéré et est dans la région climatique  Nord-est du bassin Parisien, caractérisée par un ensoleillement médiocre, une pluviométrie moyenne régulièrement répartie au cours de l'année et un hiver froid (3 °C).
Pour la période 1971-2000, la température annuelle moyenne est de 9,6 °C, avec une amplitude thermique annuelle de 15 °C. Le cumul annuel moyen de précipitations est de 896 mm, avec 13,3 jours de précipitations en janvier et 10,3 jours en juillet. Pour la période 1991-2020, la température moyenne annuelle observée sur la station météorologique la plus proche, située sur la commune de Saint-Hilaire-sur-Helpe à 20 km à vol d'oiseau, est de 10,5 °C et le cumul annuel moyen de précipitations est de 802,4 mm,. Pour l'avenir, les paramètres climatiques de la commune estimés pour 2050 selon différents scénarios d'émission de gaz à effet de serre sont consultables sur un site dédié publié par Météo-France en novembre 2022.

## Urbanisme

### Typologie
Au 1er janvier 2024, Eppe-Sauvage est catégorisée commune rurale à habitat très dispersé, selon la nouvelle grille communale de densité à sept niveaux définie par l'Insee en 2022.
Elle est située hors unité urbaine et hors attraction des villes,.

### Occupation des sols
L'occupation des sols de la commune, telle qu'elle ressort de la base de données européenne d'occupation biophysique des sols Corine Land Cover (CLC), est marquée par l'importance des forêts et milieux semi-naturels (49,6 % en 2018), en diminution par rapport à 1990 (50,5 %). La répartition détaillée en 2018 est la suivante : 
forêts (49,6 %), prairies (36,9 %), eaux continentales (6,4 %), espaces verts artificialisés, non agricoles (5 %), terres arables (2,2 %), zones agricoles hétérogènes (0,1 %). L'évolution de l'occupation des sols de la commune et de ses infrastructures peut être observée sur les différentes représentations cartographiques du territoire : la carte de Cassini (XVIIIe siècle), la carte d'état-major (1820-1866) et les cartes ou photos aériennes de l'IGN pour la période actuelle (1950 à aujourd'hui).

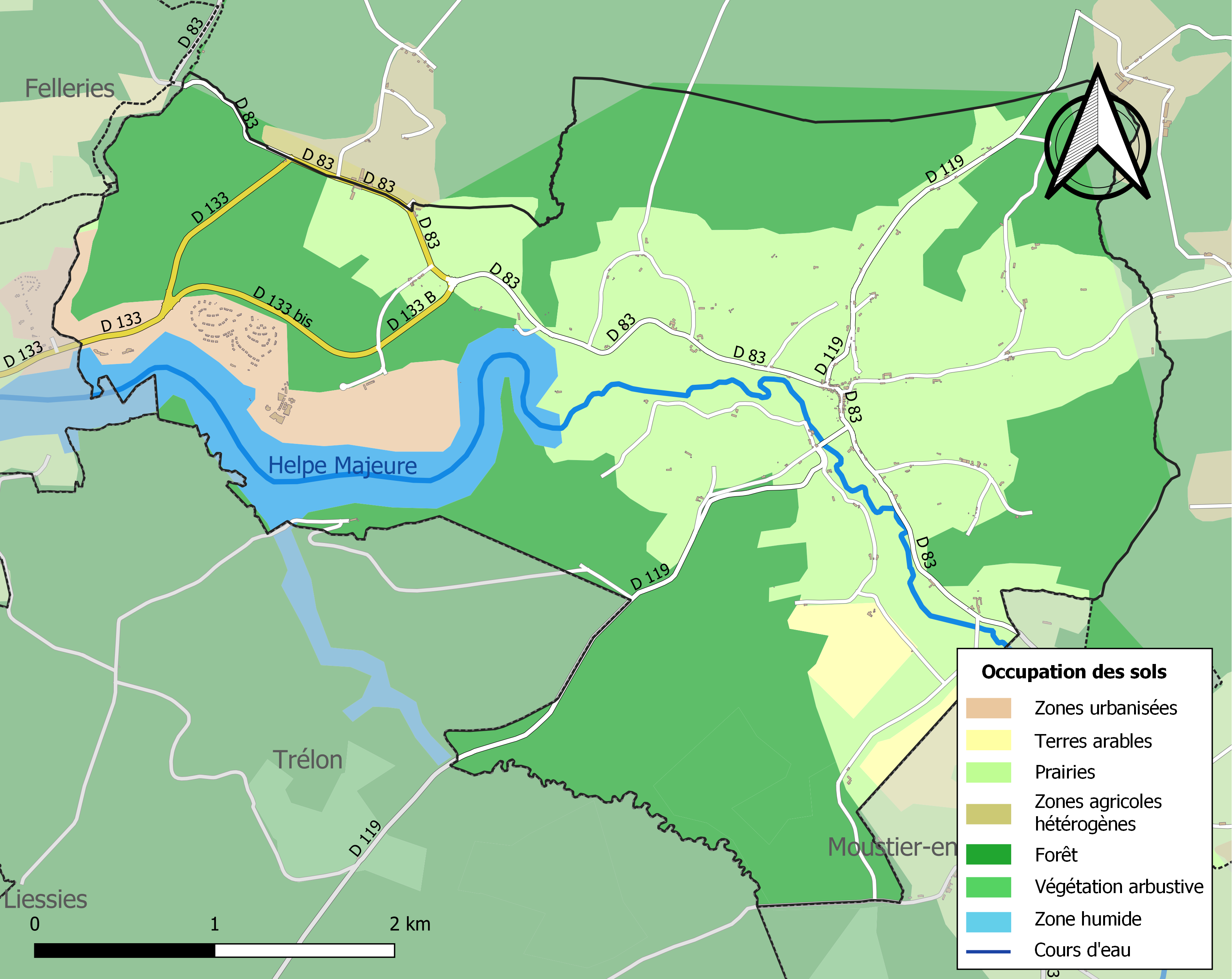
Carte des infrastructures et de l'occupation des sols de la commune en 2018 (CLC).

## Hydrographie

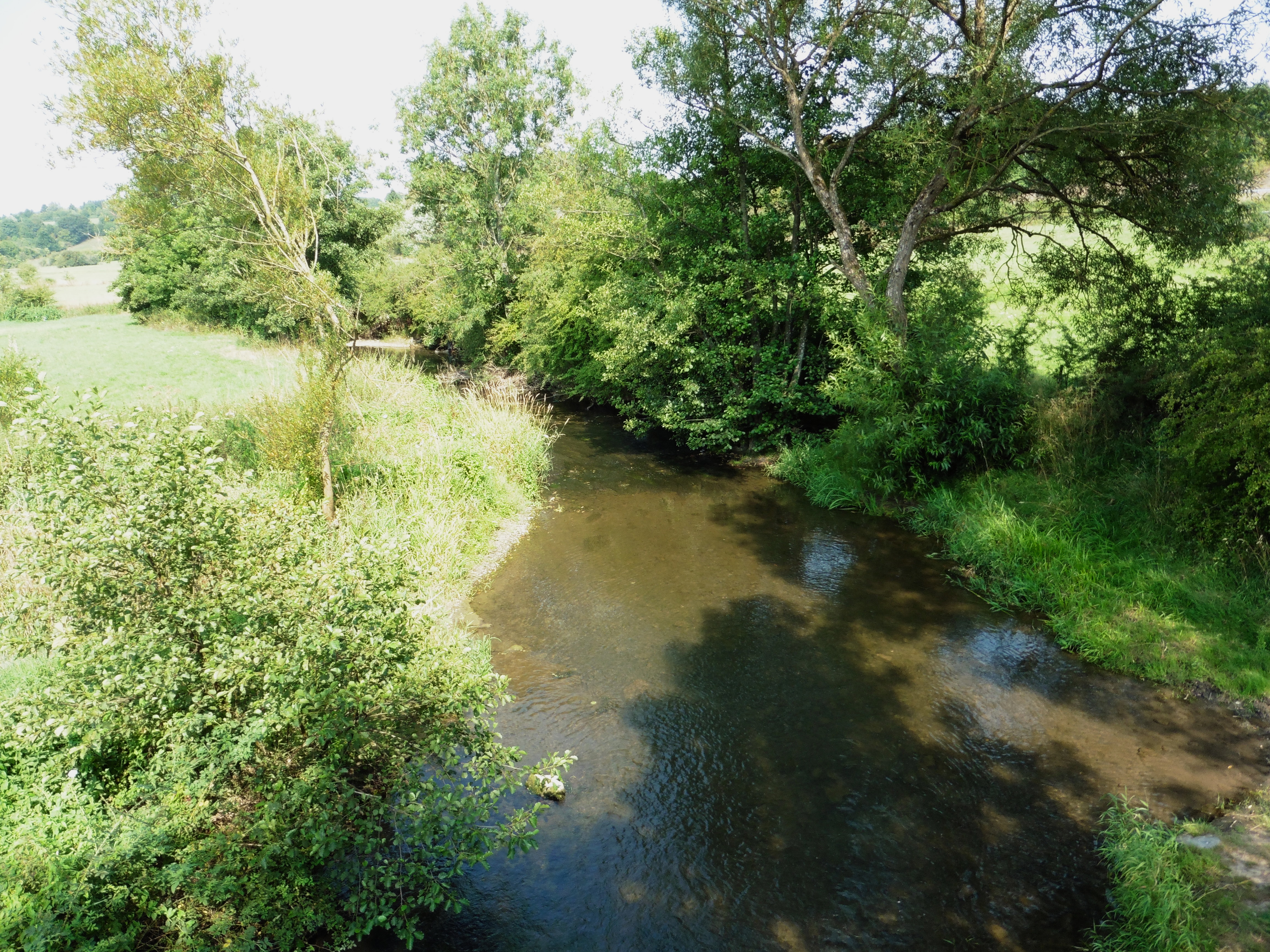
L'Helpe Majeure à Eppe-Sauvage

L'Helpe Majeure et la rivière de Montbliart drainent le village.

## Toponymie
Espre-le-Sauvaige en wallon.
Dans les textes anciens, on retrouve Helpra (1112), Eppre-le-Sauvage (1473), Appre-le-Sauvage (1473), Espre, Epe-Sauvage.
Le village tire son nom de la rivière (Elpe, Helpe) qui y coule et de sa situation au sein d'un pays boisé, montueux, extrêmement pittoresque et autrefois peu habité (donc sauvage). "Sauvage" est issu du latin tardif salvaticus, altération du latin classique silvaticus, "qui vit dans les bois, sauvage", lui-même dérivé de silva, "forêt".

## Histoire
Avec le traité de Verdun (843), le partage de l'empire carolingien entre les trois petits fils de Charlemagne octroie à Lothaire Ier, la Francie médiane qui comprend le Hainaut dont fait partie le village.
Avec le Traité de Prüm (855) qui partage la Francie médiane entre les trois fils de Lothaire I, le Hainaut est rattaché à la Lotharingie dont hérite Lothaire II.
Avec le traité de Meerssen en 870, après la mort de Lothaire II, une partie de la Lotharingie dont fait partie le Hainaut est rattachée à la Francie occidentale.
Avec le traité de Ribemont en 880, le Hainaut est rattaché à la Francie orientale qui deviendra le Saint-Empire romain germanique en 962.
En 1250, un château (dénommé château de Voyaux) est construit pour défendre un gué de l'Helpe Majeure qui était un passage entre les terres du seigneur d'Avesnes, Jean I, en guerre contre les Dampierre de Flandre. En 1579, le château de Voyaux est quasiment détruit par les Français. Reconstruit en 1592, il sera incendié en 1651 par 1300 soldats du lieutenant-général Reinhold de Rosen au service du roi de France, Louix XIV. Il sera ensuite reconstruit et agrandi.
Il y avait à Eppe-Sauvage une seigneurie (arrière fief de la pairie d'Avesnes) mouvance de la pairie de Hainaut[C'est-à-dire ?] composé de deux fiefs que possédait en 1473 Thieri de Morchipont. Cette seigneurie est détruite en 1651.
Il existait un autre fief possédé par Henri Mahieu de Maubeuge (arrière fief de Messire Philippe de Mastain) mouvance de la pairie de Hainaut.
Le village faisait partie du marquisat de Trélon. Dans l'Albums de Croÿ, ce village fait partie de la terre d'Avesnes, principauté du château Porcien, marquisat de Montcornet.
L'église Saint Ursmer faisait partie du décanat d'Avesnes et de la collation de l'abbaye de Liessies avec Linières, Jeumont et Marpent.
Concernant l'église du village et selon un écrit de Georges Maire : « Une convention du 14 juillet 1619 est intervenue entre Guillaume Jacqmain, procureur de l'église Saint-Laurent de Liessies[C'est-à-dire ?] et les habitants et hommes de loi d'Eppe-Sauvage pour la cession de l'autel, dans le but d'augmenter l'église paroissiale trop petite. Cette cession fut consentie moyennant 800 livres, que le monastère[Lequel ?] donna à la communauté d'Eppe-Sauvage, pour l'aider dans la construction du nouvel autel à la charge par cette communauté de l'entretenir à perpétuité ». La cloche (toujours selon Georges Maire) a été installée en 1700. Elle s'appelait « Caroline d'Étrœungt » et avait pour parrain et marraine les époux Polchet, seigneurs de Nahau résidant à Voyaux". La cloche d'origine a été confisquée par les armées allemandes durant la Première Guerre mondiale.
Une forge existait au lieu-dit la Bouquerie depuis le XIVe siècle qui a laissé place au XIXe siècle à un établissement destiné à exploiter les couches considérable de laitier provenant de la forge.
Concernant cette industrie, Émile Dony écrit : « Il semble établi que c'est dans la partie la plus reculée de l'entre Sambre et Meuse, dans le pays de Chimay et nous pouvons ajouter le long du cours de l'Helpe Majeure jusque Liessies, que la sidérurgie belge et celle du Nord de la France trouva son berceau ».
Par ailleurs, André Lequeux écrit : « Les forges ci-dessus auraient leur origine historique dans les lettres patentes de Charles de Croy en 1515 ou 1519. Je pense que déjà avant cette date, certaines de ces forges existaient, mais que par suite de ces lettres patentes, elles prirent une extension considérable ».
Le même auteur écrit encore : « Les industries du fer et du bois sont sœurs jumelles dans leurs débuts les plus lointains. La plus ancienne forge dans notre région remonte à la période celtique. Elle fut florissante à l'époque romaine. Elle continua pendant la période carolingienne et pendant le Moyen Âge. Celle de Liessies est déjà citée en 600 »..
Il en découle qu'à Eppe-Sauvage, des maîtres de forge tels que les Jacquis devenu Jacquier et les Polchet investirent dans le courant du XVIIe siècle, qu'ils firent fortune et construisirent de splendides maisons d'habitation. Ils constituèrent une sorte d'aristocratie locale. La famille des Polchet fut anoblie.

### Première Guerre mondiale
Le 17 août 1914, tout au début de la guerre, des troupes françaises venant du département des Ardennes, étant passées en Belgique, rentrées en France par Baives, cantonnent dans la commune, puis repartent en Belgique, avec l'objectif de suivre la situation sur la Sambre.
Eppe-Sauvage se trouve en zone occupée par les troupes allemandes d'août 1914 jusqu'au 11 novembre 1918, date où le village est libéré par des troupes françaises (73e RI), jour de l'armistice.

### Seconde Guerre mondiale
En avril 1943, deux bombardiers britanniques de la Royal Air Force (RAF) chutent sur le territoire d'Eppe-Sauvage. Le premier, dans la nuit du 15 avril 1943, un avion Lancaster, au retour d'un raid sur Stuttgart, est abattu par l'as de la chasse de nuit allemande, le capitaine Rudolph Altendorf. L'avion s'écrase dans la forêt de Saint-Hermann. Les sept occupants sont tués et ensuite enterrés à Maubeuge. Le 17 avril 1943, c'est un avion Halifax, au retour de Pilsen, qui subit le même sort. Il est abattu par un autre as allemand, le major Wilhelm Herget (en). L'avion s'écrase dans la rivière de Montbliart. Sur sept occupants de l'avion, le mitrailleur de queue est tué, le mitrailleur de la tourelle supérieure est blessé grièvement. Parachuté, il est fait prisonnier ensuite. Les cinq autres occupants, après avoir sauté en parachute, réussissent à regagner la Grande-Bretagne avec l'aide de la résistance française et belge.

## Politique et administration
Maire de 1802 à 1808 : F. X. Bernard,.

Maire en 1881 : Culhiot du  Fresnes.
| Période                                  | Période                       | Identité              | Étiquette | Qualité |
| ---------------------------------------- | ----------------------------- | --------------------- | --------- | --- |
| Les données manquantes sont à compléter. |                               |                       |           | |
| mars 1977                                | mars 2001                     | Gilbert Tilmant       |           | |
| mars 2001                                | En cours (au 16 juillet 2020) | Viviane Desmarchelier |           | Vice-présidente de la CC du Sud Avesnois (2020 → ) Réélue pour le mandat 2014-2020, réélue pour la période 2020-2026, chevalier de l'ordre du Mérite national |

## Population et société

### Démographie

#### Évolution démographique
L'évolution du nombre d'habitants est connue à travers les recensements de la population effectués dans la commune depuis 1793. Pour les communes de moins de 10 000 habitants, une enquête de recensement portant sur toute la population est réalisée tous les cinq ans, les populations de référence des années intermédiaires étant quant à elles estimées par interpolation ou extrapolation. Pour la commune, le premier recensement exhaustif entrant dans le cadre du nouveau dispositif a été réalisé en 2004.

En 2022, la commune comptait 229 habitants, en évolution de −16,73 % par rapport à 2016 (Nord : +0,51 %, France hors Mayotte : +2,11 %).
| 1793 | 1800 | 1806 | 1821 | 1831 | 1836 | 1841 | 1846 | 1851 |
| ---- | ---- | ---- | ---- | ---- | ---- | ---- | ---- | ---- |
| 599  | 508  | 586  | 718  | 823  | 872  | 875  | 897  | 903  |

| 1856 | 1861 | 1866 | 1872 | 1876 | 1881 | 1886 | 1891 | 1896 |
| ---- | ---- | ---- | ---- | ---- | ---- | ---- | ---- | ---- |
| 833  | 772  | 720  | 664  | 633  | 617  | 637  | 626  | 595  |

| 1901 | 1906 | 1911 | 1921 | 1926 | 1931 | 1936 | 1946 | 1954 |
| ---- | ---- | ---- | ---- | ---- | ---- | ---- | ---- | ---- |
| 575  | 563  | 537  | 478  | 459  | 437  | 422  | 410  | 380  |

| 1962 | 1968 | 1975 | 1982 | 1990 | 1999 | 2004 | 2006 | 2009 |
| ---- | ---- | ---- | ---- | ---- | ---- | ---- | ---- | ---- |
| 363  | 335  | 264  | 231  | 245  | 218  | 237  | 236  | 263  |

| 2014 | 2019 | 2022 | - | - | - | - | - | - |
| ---- | ---- | ---- | - | - | - | - | - | - |
| 269  | 248  | 229  | - | - | - | - | - | - |

#### Pyramide des âges
En 2018, le taux de personnes d'un âge inférieur à 30 ans s'élève à 29,0 %, soit en dessous de la moyenne départementale (39,5 %). À l'inverse, le taux de personnes d'âge supérieur à 60 ans est de 28,2 % la même année, alors qu'il est de 22,5 % au niveau départemental.
En 2018, la commune comptait 138 hommes pour 119 femmes, soit un taux de 53,7 % d'hommes, largement supérieur au taux départemental (48,23 %).
Les pyramides des âges de la commune et du département s'établissent comme suit.
| Hommes | Classe d’âge | Femmes |
| ------ | ------------ | ------ |
| 0,0    | 90 ou +      | 2,6    |
| 6,0    | 75-89 ans    | 12,2   |
| 18,1   | 60-74 ans    | 18,3   |
| 22,5   | 45-59 ans    | 24,3   |
| 18,8   | 30-44 ans    | 20,0   |
| 14,3   | 15-29 ans    | 10,4   |
| 20,3   | 0-14 ans     | 12,2   |

| Hommes | Classe d’âge | Femmes |
| ------ | ------------ | ------ |
| 0,5    | 90 ou +      | 1,4    |
| 5,3    | 75-89 ans    | 8,1    |
| 14,8   | 60-74 ans    | 16,2   |
| 19,1   | 45-59 ans    | 18,4   |
| 19,5   | 30-44 ans    | 18,7   |
| 20,7   | 15-29 ans    | 19,1   |
| 20,2   | 0-14 ans     | 18     |

### Enseignement
Les enfants de la commune sont accueillis dans l'école publique du village, qui accueille en 2020 une quinzaine d'élèves dans une classe unique. Sa survie est menacée par ce faible effectif et la commune fait des efforts pour renforcer l'attractivité de l'équipement

## Culture locale et patrimoine

### Lieux et monuments
- L'église Saint-Ursmar

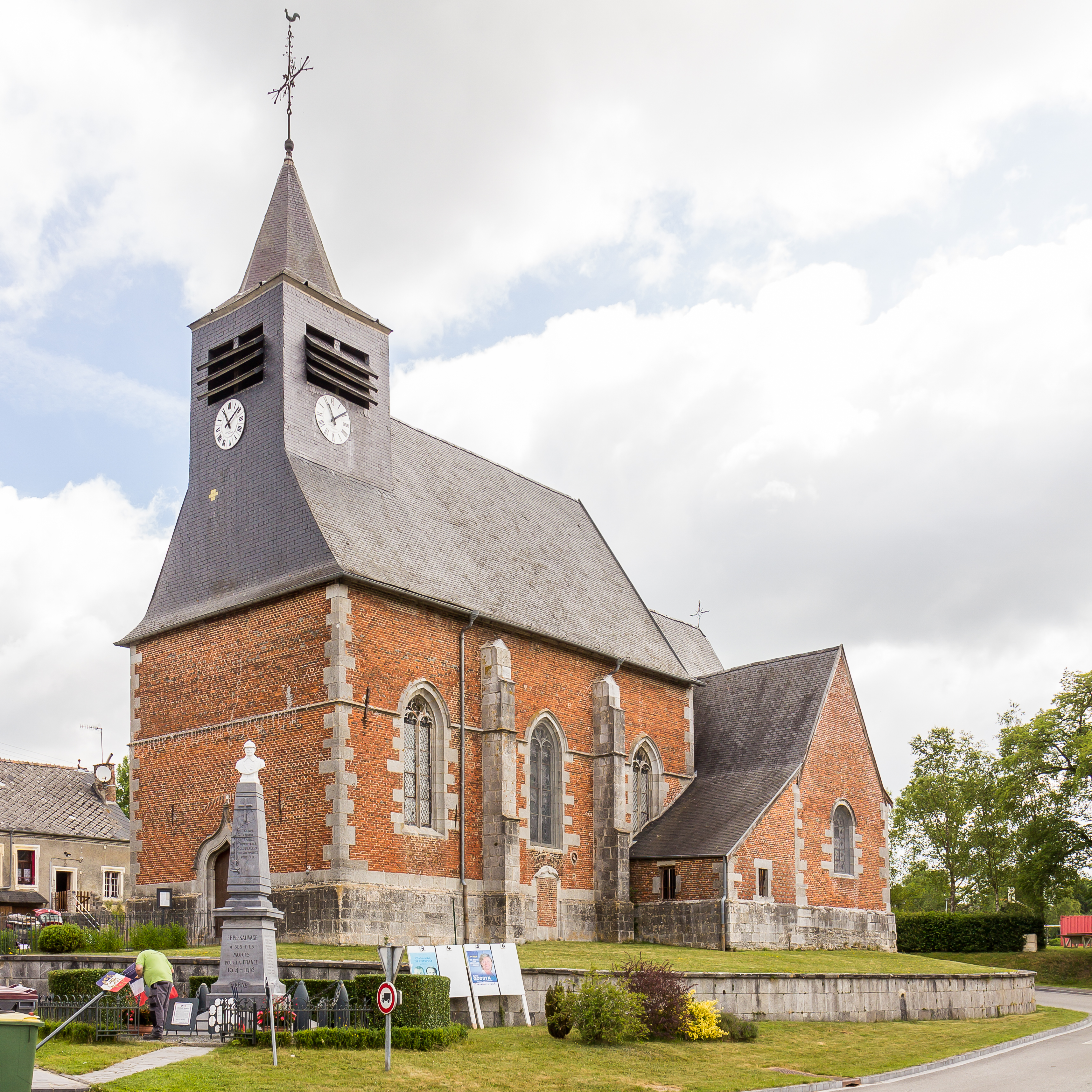
Église
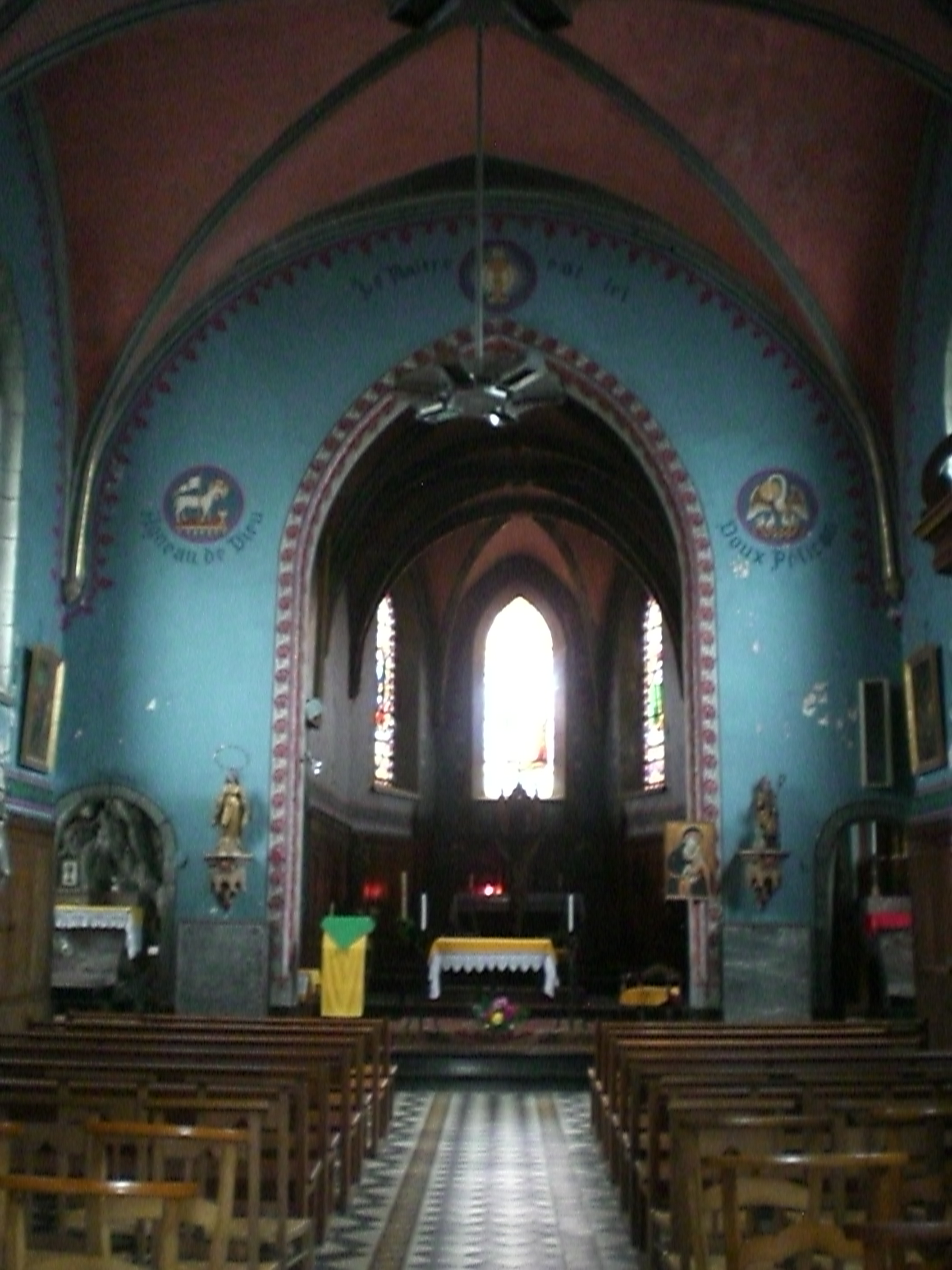
Intérieur de l'église
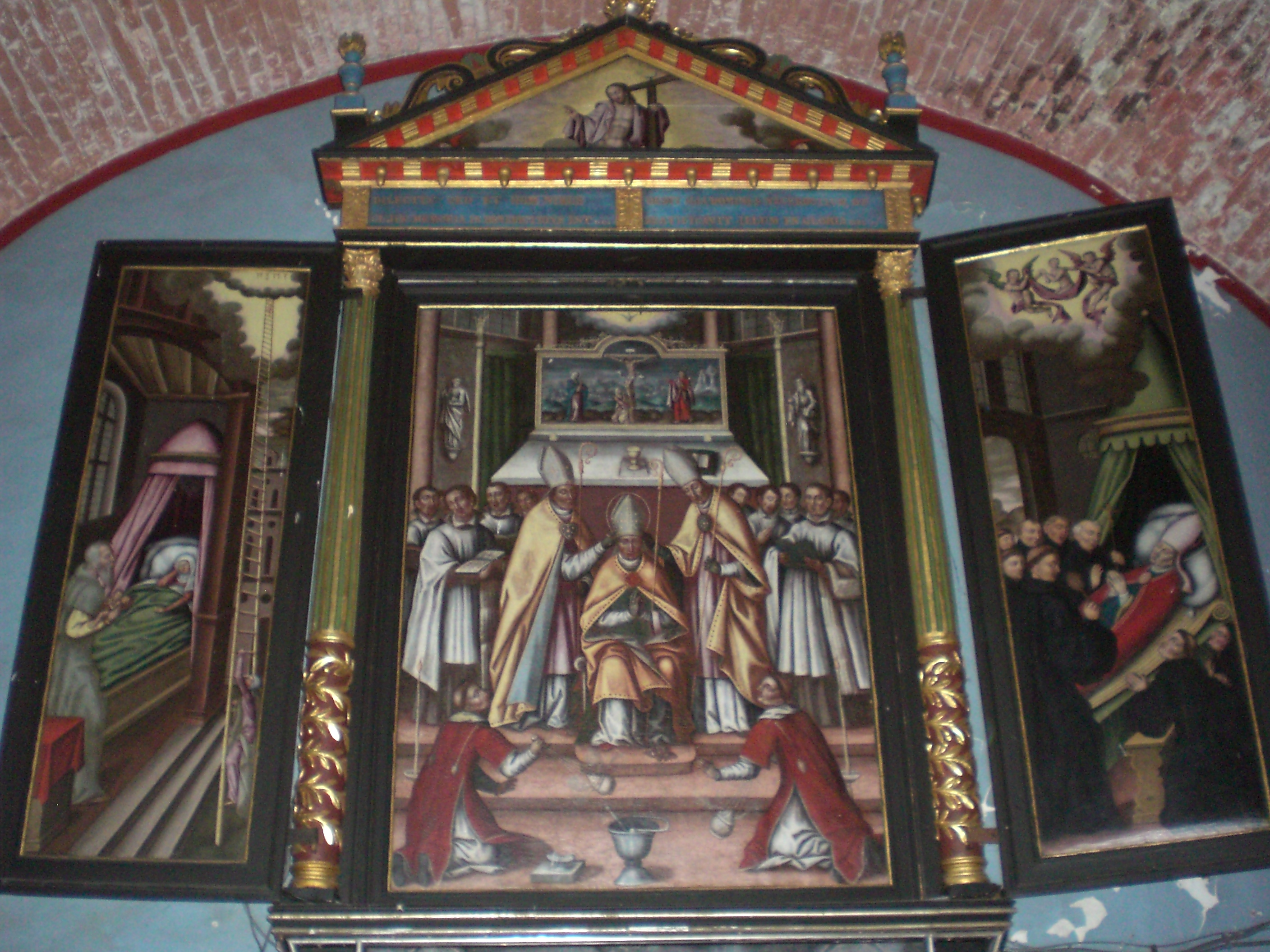
Triptyque
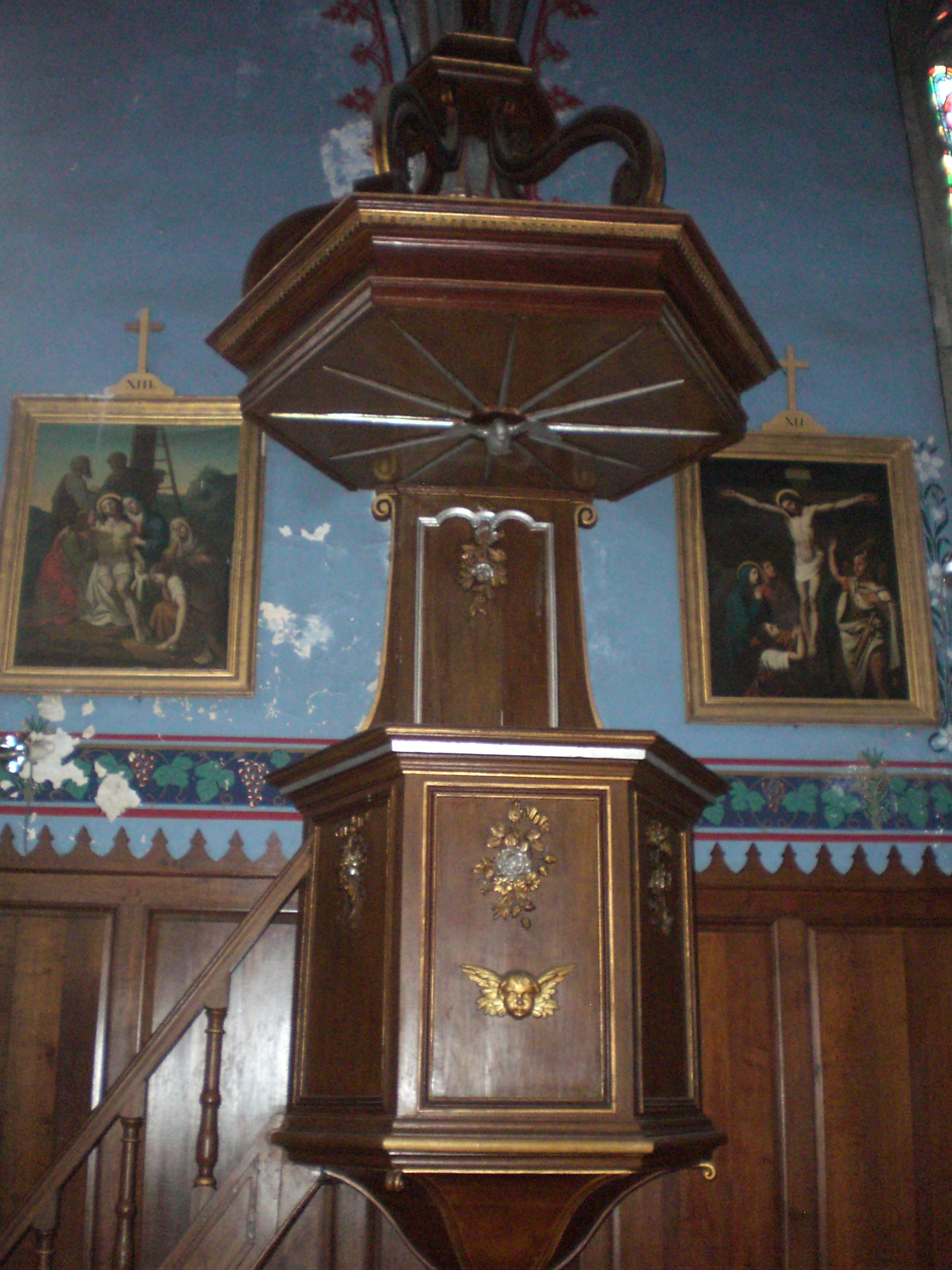
Chaire
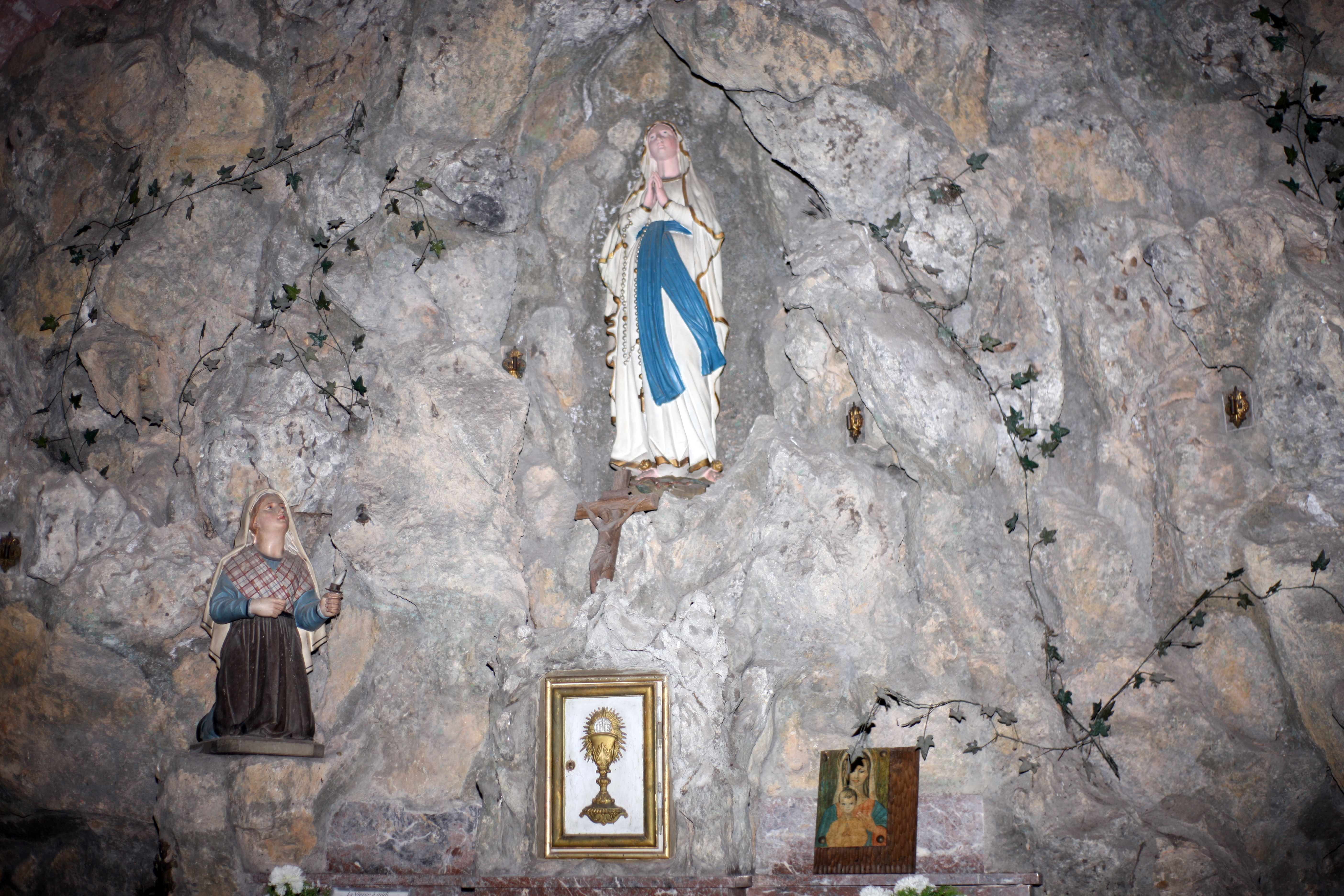
La grotte

- Le château de Willies ou château Cavrois (ancienne forge détruite lors de la mise en eau du barrage du Val Joly – Ronald Hanon)
- Grigneaux (ancienne forge)
- Le château Maillard (qui vient du patronyme du personnage ayant reconstruit sa demeure sur les fondations très anciennes dont l'origine est inconnue – Ronald Hanon).
- La chapelle Linières (rattachée à Eppe en 1140).
- La bouquerie.
- La planche du Chat (le long du cours d'eau de Montbliart – Ronald Hanon).
- Les oratoires et chapelles

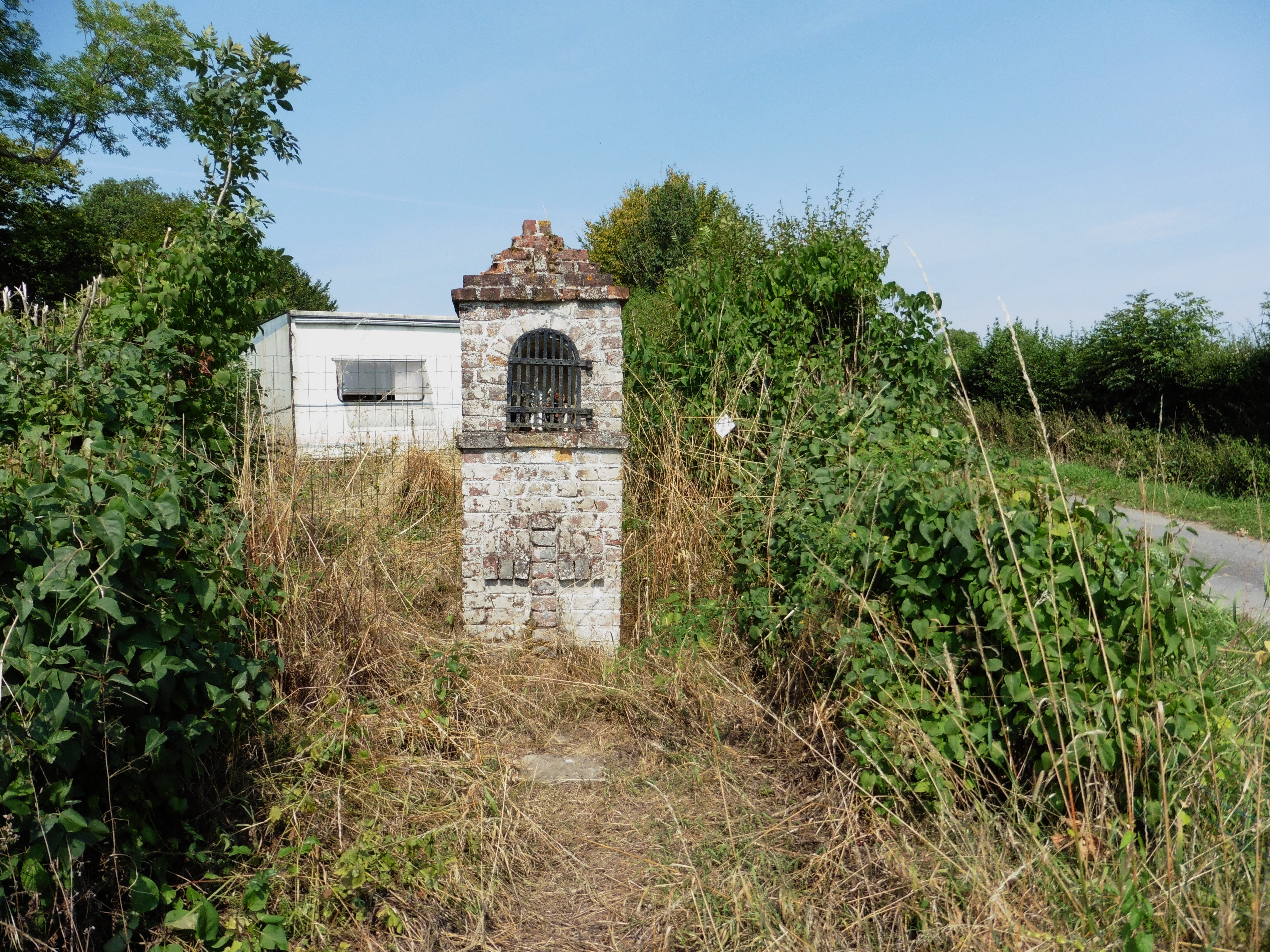
La chapelle du Grand Rieu.
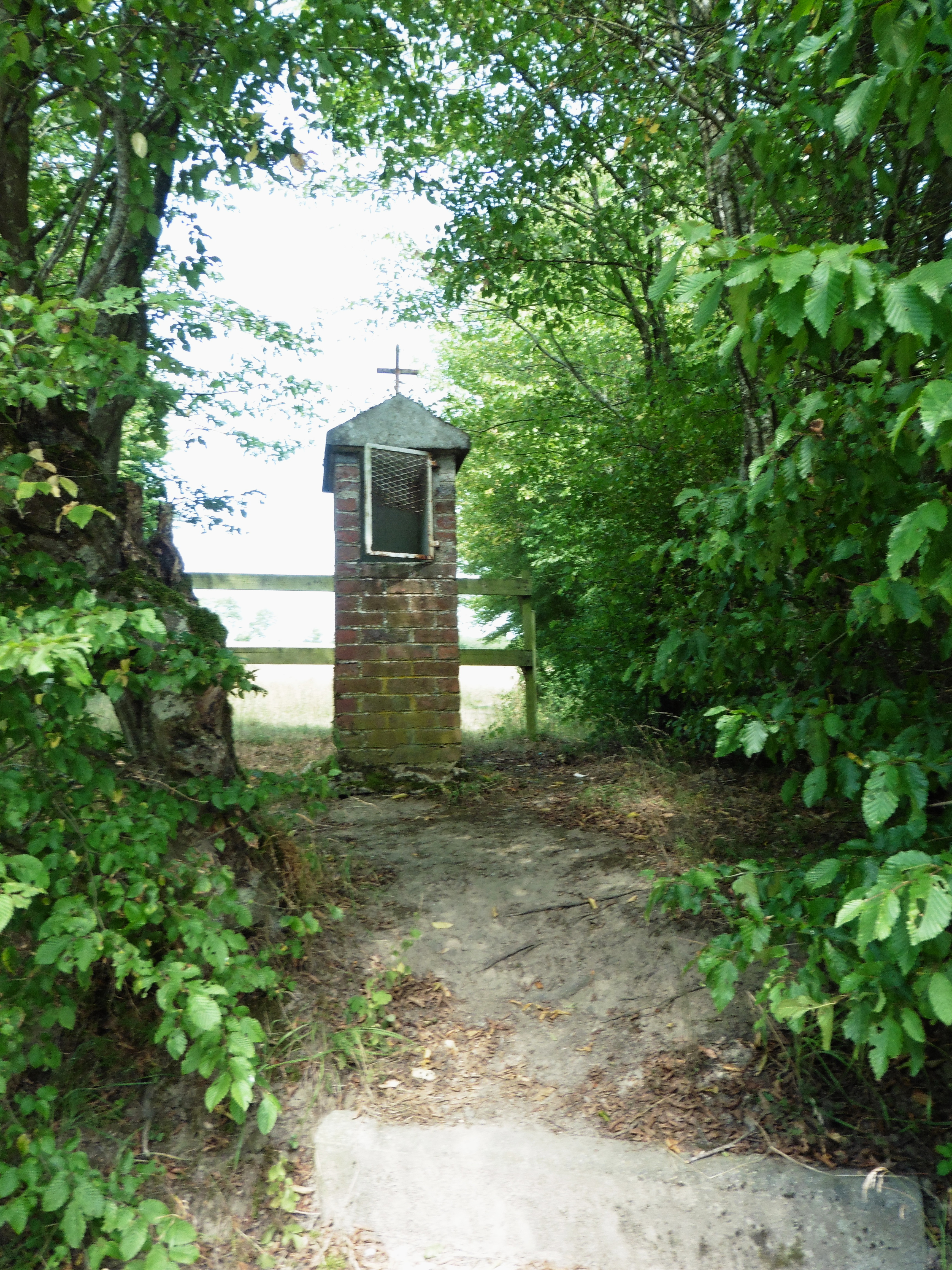
L'Oratoire au parking du Miroir.
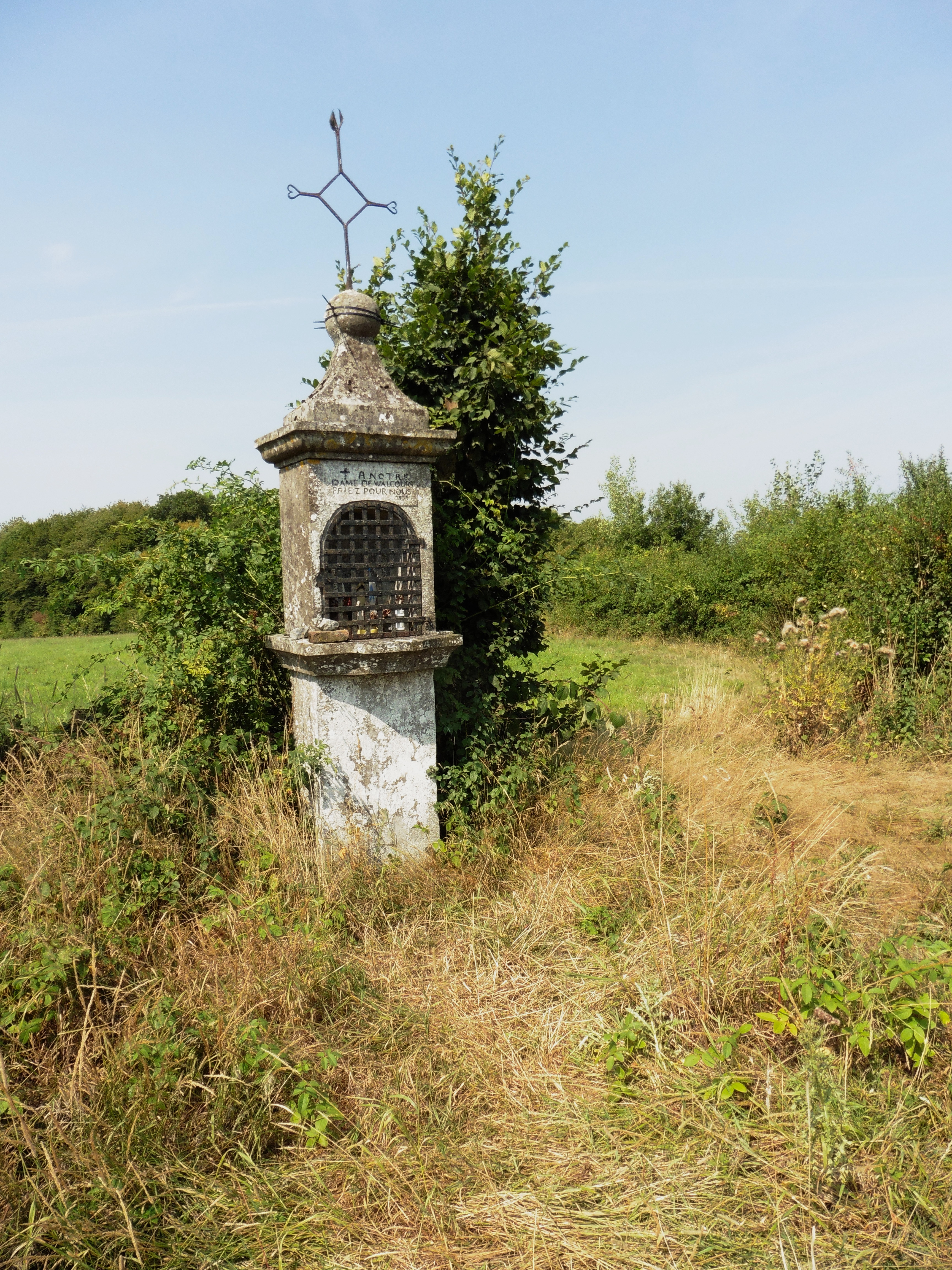
L'oratoire "A Notre-Dame-de-Walcourt".
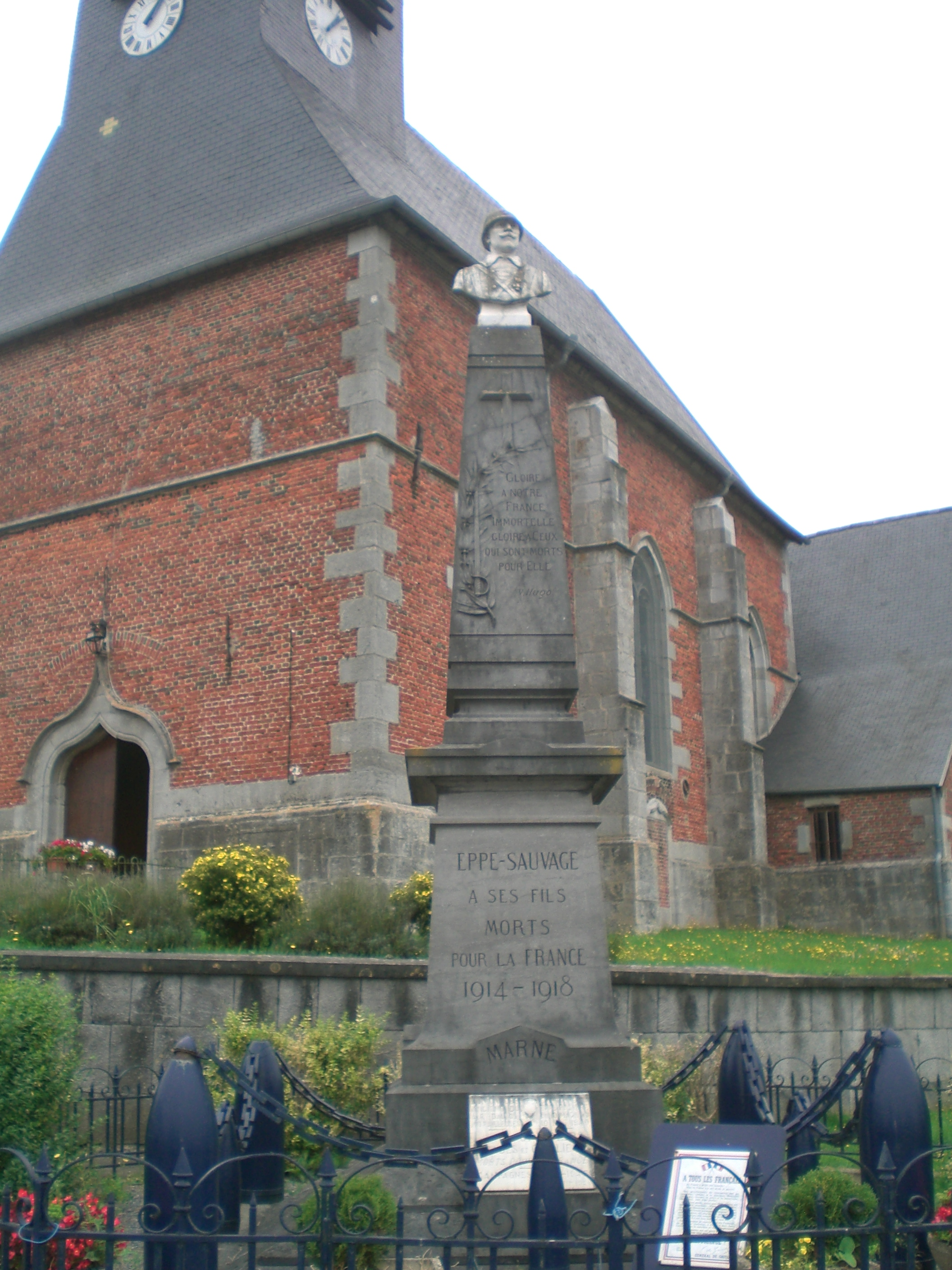
Le monument aux Morts
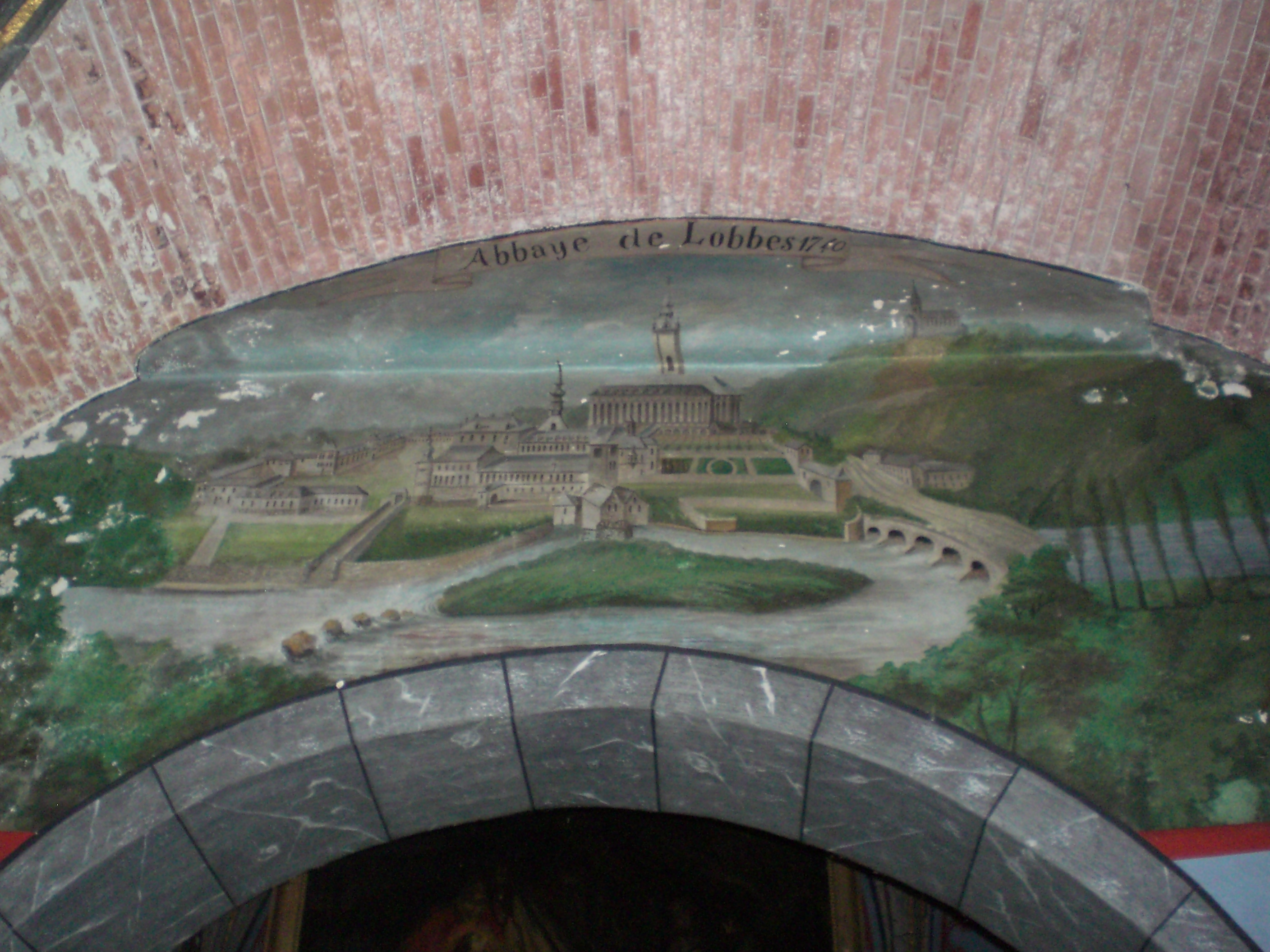
Représentation de l'abbaye de Lobbes

### Héraldique
|  | Les armes de Eppe-Sauvage se blasonnent ainsi : D'or à quatre pals de gueules, à la bordure engrêlée d'azur. Ce blason provient des armes de la famille de Merode, Eppe-Sauvage faisant partie du marquisat de Trelon. |

## Pour approfondir